# Notoalona sculpta
Notoalona sculpta är en kräftdjursart som först beskrevs av Sars 1901.  Notoalona sculpta ingår i släktet Notoalona och familjen Chydoridae. Inga underarter finns listade i Catalogue of Life.